# The Stripes
The Stripes var ett tyskt band som var aktivt 1978–1982. Det bildades i Hagen, Västtyskland av Rainer Kitzman. Kitzman spelade gitarr, Gabrielle Susanne "Nena" Kerner sjöng, Rolf Brendel spelade trummor, Jürgen Meier spelade basgitarr. 
Bandet sjöng endast på engelska. De gav ut ett album och fyra singlar innan de upplöstes. Nena Kerner och Rolf Brendel bildade senare bandet Nena.

## Diskografi
Album
- 1980 – The Stripes

Singlar
- 1979 – "Ecstasy" / "Normal Types" (7" vinyl)
- 1980 – "Tell Me Your Name" / "Weekend Love" (7" vinyl)
- 1980 – "Strangers" / "Observer" (7" vinyl)
- 1980 – "Strangers" / "Lose Control" (7" vinyl)
- 1981 – "Don't You Think that I'm a Lady" / "On the Telephone" (7" vinyl)